# Josefin Årling
Ninni Maria Josefin Årling, född 17 augusti 1983 i Stockholm, är en svensk före detta barnskådespelerska.
Hon spelade Eva-Lotta i 1990-talets nyinspelningar av Astrid Lindgrens Kalle Blomkvist.

## Filmografi
- 1996 - Kalle Blomkvist - Mästerdetektiven lever farligt
- 1997 - Kalle Blomkvist och Rasmus